# Кубок Франції з футболу 2013—2014
Кубок Франції з футболу 2013–2014 — 97-й розіграш кубкового футбольного турніру у Франції. Титул вдруге здобув Генгам.

## Регламент
Кубок Франції складається з двох етапів:
- відбіркового, який складається з шести регіональних етапів (перші два організовуються в кожному регіоні за своєю схемою для клубів регіональних ліг, наступні чотири організовуються в регіонах централізовано за участі клубів з національних аматорських і напівпрофесіональних ліг) та двох національних етапів (7-й і 8-й етап, з 7-го стартують клуби Ліги 2 та представники заморських територій);
- фінального, який починається з 1/32 фіналу — з цього раунду стартують клуби провідної Ліги 1.

## 1/32 фіналу
| Команда 1                       | Рахунок         | Команда 2                   |
| ------------------------------- | --------------- | --------------------------- |
| 4 січня 2014                    |                 |                             |
| Авранш (4)                      | 1:3             | Ланс (2)                    |
| Епіналь (4)                     | 1:4             | Ніор (2)                    |
| Понтарльє (5)                   | 1:3             | Кан (2)                     |
| МДА Шассле (4)                  | 1:1 дч пен. 3:2 | Істр (2)                    |
| Шамблі (4)                      | 1:1 дч пен. 5:6 | Анже (2)                    |
| Ла-Рош-сюр-Іон (5)              | 0:3 дч          | Серкль Атлетік (Бастія) (2) |
| Обань (5)                       | 3:3 дч пен. 4:5 | Діжон (2)                   |
| Маньї (Мец) (6)                 | 1:6             | Мулен (4)                   |
| Ізер (4)                        | 1:0             | Лор'ян                      |
| Булонь (Булонь-сюр-Мер) (3)     | 3:1             | Бове (4)                    |
| Ле-Ерб'є (4)                    | 0:1             | Плабеннек (4)               |
| Пуассі (5)                      | 0:1             | Конкарно (4)                |
| Роморантен (4)                  | 1:2             | Тулуза                      |
| Брессюїр (6)                    | 0:3             | Сошо (Монбельяр)            |
| Ренн                            | 1:1 дч пен. 8:7 | Валансьєн                   |
| 5 січня 2014                    |                 |                             |
| Марк-ан-Барель (8)              | 2:6             | Осер (2)                    |
| Сент-Аман (Сент-Аман-лез-О) (6) | 1:1 дч пен. 2:4 | Круа (5)                    |
| Ла-Кайоль (Марсель) (7)         | 0:2             | Іль-Русс (5)                |
| Бур-Перонна (3)                 | 0:2             | Генгам                      |
| Атлетік (Ам'єн) (4)             | 1:3             | Лілль                       |
| Бастія                          | 1:0             | Евіан (Тонон-ле-Бен)        |
| Нант                            | 0:2             | Ніцца                       |
| Ла-Сюз-сюр-Сарт (6)             | 1:6             | Ліон                        |
| Родез (4)                       | 0:2             | Монпельє                    |
| Раон (Раон-л'Етап) (4)          | 1:2             | Бордо                       |
| Кемперле (7)                    | 1:2             | Аяччо                       |
| Ванн (3)                        | 2:3             | Монако                      |
| Сет (5)                         | 2:0             | Каркфу (3)                  |
| Олімпік (Марсель)               | 2:0 дч          | Реймс                       |
| 8 січня 2014                    |                 |                             |
| Брест (2)                       | 2:5             | Парі Сен-Жермен             |
| Жура Сюд (Моленж) (4)           | 1:0             | Кретей (2)                  |
| 14 січня 2014                   |                 |                             |
| Канн (4)                        | 1:1 дч пен. 4:3 | Сент-Етьєн                  |

## 1/16 фіналу
| Команда 1                   | Рахунок         | Команда 2             |
| --------------------------- | --------------- | --------------------- |
| 21 січня 2014               |                 |                       |
| Аяччо                       | 0:2             | Кан (2)               |
| Ланс (2)                    | 2:1 дч          | Бастія                |
| Анже (2)                    | 1:0             | Сошо                  |
| Булонь (Булонь-сюр-Мер) (3) | 0:2             | Ренн                  |
| Сет (5)                     | 2:0             | Жура Сюд (Моленж) (4) |
| Круа (5)                    | 0:3             | Лілль                 |
| Конкарно (4)                | 2:3 дч          | Генгам                |
| Серкль Атлетік (Бастія) (2) | 2:2 дч пен. 5:4 | Ніор (2)              |
| Олімпік (Марсель)           | 4:5             | Ніцца                 |
| 22 січня 2014               |                 |                       |
| МДА Шассле (4)              | 0:3             | Монако                |
| Іль-Русс (5)                | 0:0 дч пен. 4:3 | Бордо                 |
| Ізер (4)                    | 1:3             | Ліон                  |
| Мулен (4)                   | 2:1             | Тулуза                |
| Парі Сен-Жермен             | 1:2             | Монпельє              |
| 23 січня 2014               |                 |                       |
| Осер (2)                    | 3:2 дч          | Діжон (2)             |
| Канн (4)                    | 1:0             | Плабеннек (4)         |

## 1/8 фіналу
| Команда 1      | Рахунок         | Команда 2                   |
| -------------- | --------------- | --------------------------- |
| 11 лютого 2014 |                 |                             |
| Канн (4)       | 1:0 дч          | Монпельє                    |
| Анже (2)       | 4:2 дч          | Серкль Атлетік (Бастія) (2) |
| Лілль          | 3:3 дч пен. 6:5 | Кан (2)                     |
| 12 лютого 2014 |                 |                             |
| Іль-Русс (5)   | 0:2             | Генгам                      |
| Осер (2)       | 0:1             | Ренн                        |
| Мулен (4)      | 3:1             | Сет (5)                     |
| Ніцца          | 0:1 дч          | Монако                      |
| 13 лютого 2014 |                 |                             |
| Ліон           | 1:2 дч          | Ланс (2)                    |

## 1/4 фіналу
| Команда 1       | Рахунок         | Команда 2 |
| --------------- | --------------- | --------- |
| 25 березня 2014 |                 |           |
| Мулен (4)       | 0:0 дч пен. 2:4 | Анже (2)  |
| 26 березня 2014 |                 |           |
| Канн (4)        | 0:2             | Генгам    |
| Монако          | 3:0             | Ланс (2)  |
| 27 березня 2014 |                 |           |
| Ренн            | 2:0             | Лілль     |

## 1/2 фіналу
| Команда 1      | Рахунок | Команда 2 |
| -------------- | ------- | --------- |
| 15 квітня 2014 |         |           |
| Ренн           | 3:2     | Анже (2)  |
| 16 квітня 2014 |         |           |
| Генгам         | 3:1 дч  | Монако    |

## Фінал
| 3 травня 2014 22:00 (EEST) |

| Ренн | 0:2      | Генгам                          |
| ---- | -------- | ------------------------------- |
|      | Протокол | Мартінс Перейра 37' Ятабаре 46' |

| Стад-де-Франс, Сен-Дені Глядачів: 80 000 Арбітр: Тоні Шапрон |